# 伊斯坦布尔合作倡议

ICI 的成员国。

伊斯坦堡合作倡議( ICI ) 是北约在2004年伊斯坦堡峰会期间发起的一项倡议。
峰会期间，北约领导人决定将联盟的地中海对话提升为真正的伙伴关系，并与更广泛的中东地区的选定国家启动ICI。该倡议旨在与整个大中东地区的国家开展實務性的安全合作活动。
这项新倡议与北约的和平伙伴关系计划和地中海对话并驾齐驱。北约本身将这些安全合作伙伴关系视为对21世纪新問題的回应，也是对七大工業國組織和美国-欧盟支持更广泛中东地区改革呼吁的决定的补充。 
ICI目標
1. 反大规模杀伤性武器；
2. 反恐；
3. 培训和教育；
4. 参加北约演习；
5. 促进军事交互；
6. 备灾和民事应急计划；
7. 关于国防改革和军民关系的量身定制的建議
8. 防止非法偷渡毒品、武器和人口。

## 成員國
- 巴林
- 卡達
- 科威特
- 阿曼
- 阿拉伯聯合大公國

## 文獻資料
1. ↑  . NATO. 29 June 2004  [12 May 2013]. （原始内容存档于2016-09-16）.
2. ↑  .   [2023-04-05]. （原始内容存档于2018-01-01）.